# 武汉大学法学院

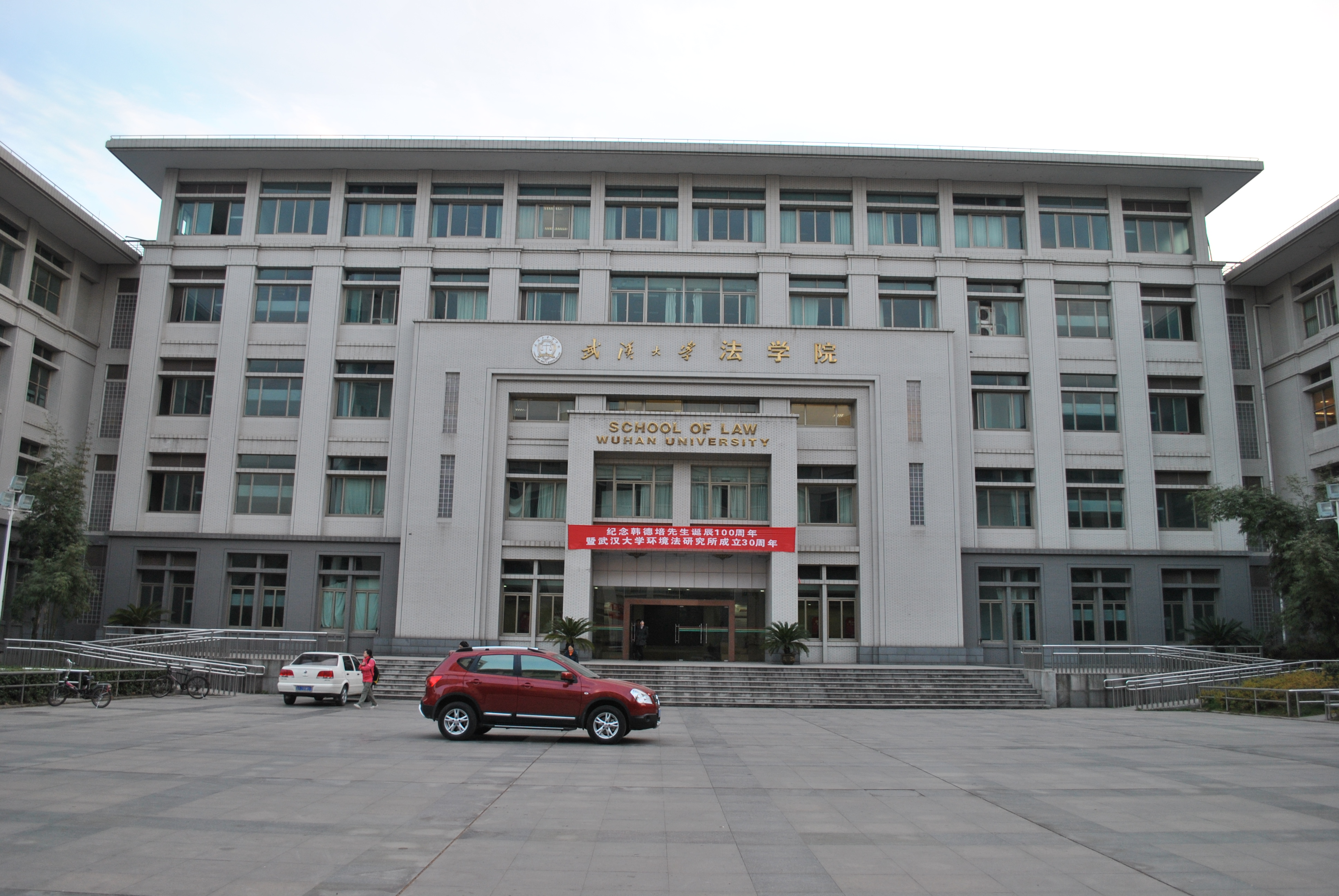
武汉大学法学院

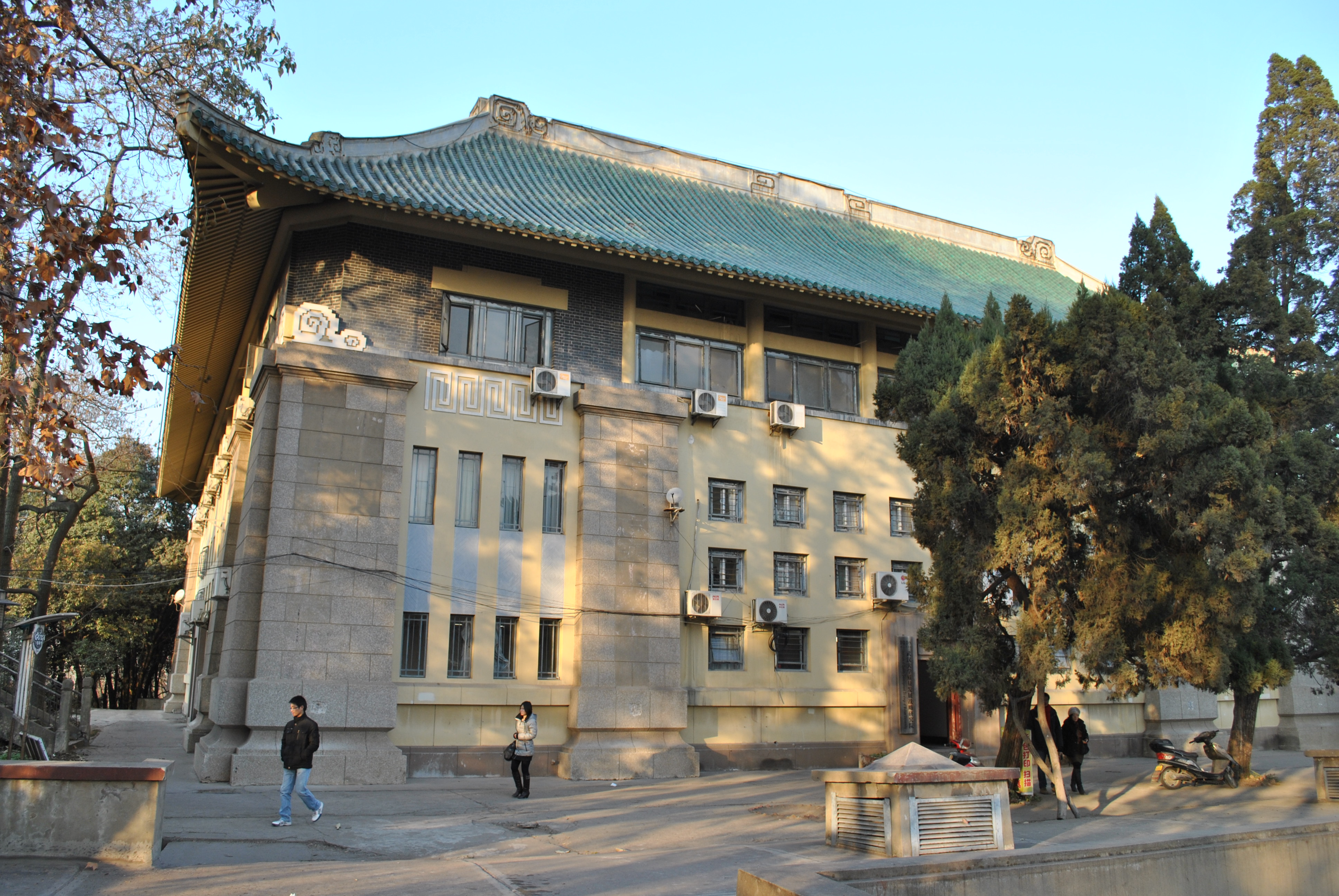
樱顶上的老法学院

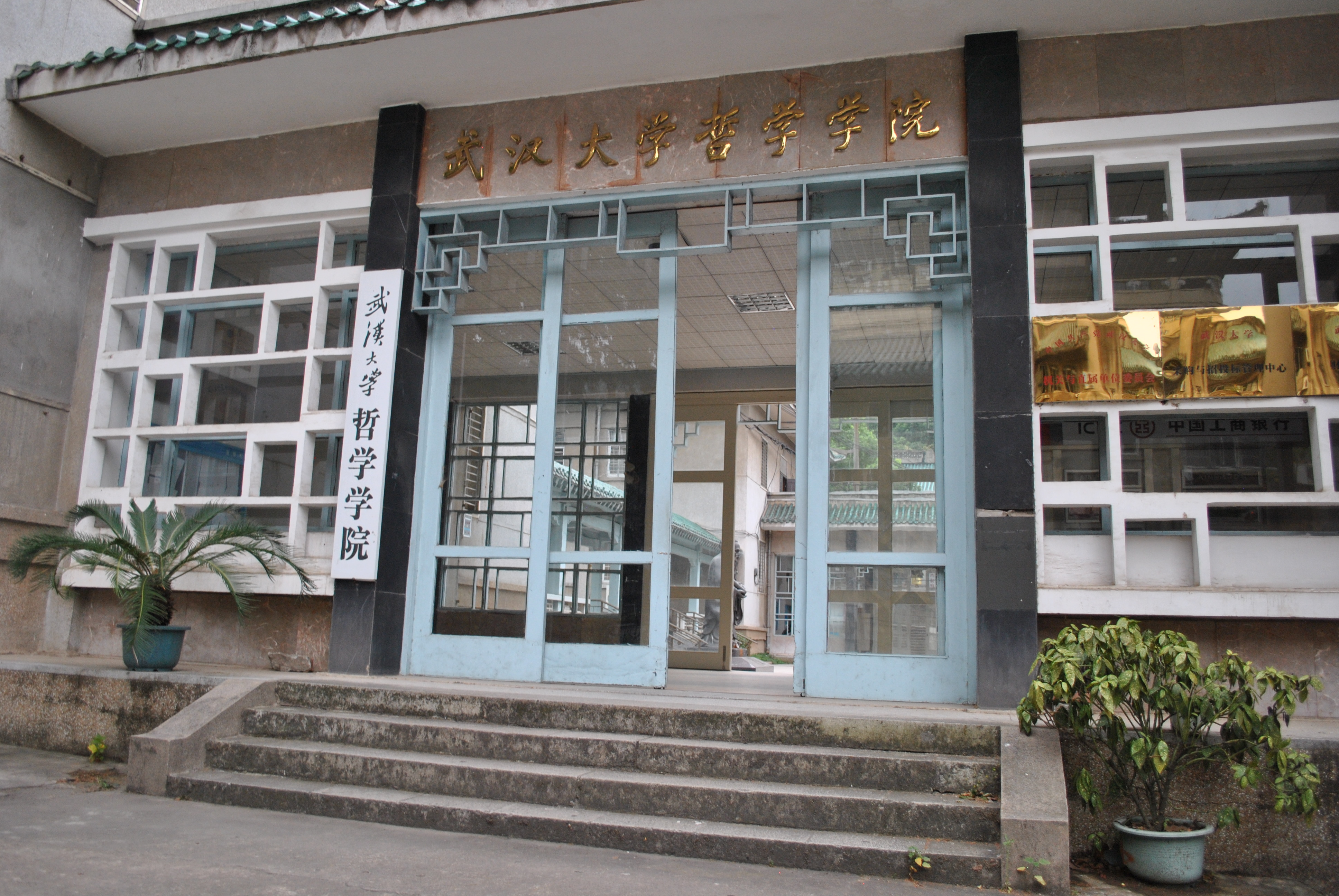
现为哲学学院的另一处法学院旧址

武汉大学法学院始建于1926年，其源于1909年成立的武昌法科大学。1926年，武昌中山大学成立，武昌法科大学并入，后成立国立武汉大学时，成为武汉大学的法学院。

## 历史沿革
- 1926年，1909年成立的武昌法科大学（又名湖北省立法科大学）并入武昌中山大学，后成为武汉大学法学院。[1][4]
- 1928年武昌中山大学改名为国立武汉大学。[3][2]
- 1949年，私立汉口法学院并入。[5]
- 1958年，中南财经学院和中南政法学院及中南政法干校、武汉大学法律系合并成为湖北大学。[6][1]该校后改名湖北财经学院，之后演变为中南政法学院。中国人民大学原法学院院长王利明、中南财经政法大学校长吴汉东等著名法学家均毕业于湖北财经学院。
- 1979年韩德培先生组织恢复法律系，[3][2]姚梅镇、马克昌、张泉林、何华辉、余能斌、梁西等人重新回到武汉大学任教。
- 1986年改称法学院。[7]

## 学院概况
- 师生[2]
  - 教师、管理干部、专技人员132人
    - 教授49人
    - 副教授30人
    - 博士生导师48人

  - 研究生2000余人
  - 本科生1000余人
- 学位[2]
  - 国家首批法学一级学科博士学位授权点
  - 11个硕士点
  - 6个博士点
  - 1个博士后流动站
  - 2个国家级重点学科
  - 3个省级重点学科
  - 1个国家“211工程”重点建设学科
  - 2个教育部人文社会科学重点研究基地
- 研究所[2]
  - 国际法研究所
  - 环境法研究所
- 科研机构[2]
  - 比较宪法研究中心
  - 刑事法比较研究中心
  - 国家安全研究所
  - 经济法研究所
  - 税法研究所
  - 网络经济与法律研究中心
- 其他机构[2]
  - 社会弱者权利保护中心
  - 法学图书馆（含联合国文献资料中心）
  - 《法学评论》杂志社
  - 《中国国际私法与比较法年刊》编辑部
  - 继续教育与高级培训中心
  - 刑侦实验室（武汉大学文科重点实验室）

## 学术声誉
武汉大学法学院为“中国四大法学院”之一、代表中国法学研究的最高水平的“五院四系”中“四系”之一。在2011年武书连版的大学排名中，武大法学院本科及研究生项目均列全国第三。根据2017年中国教育部学位与研究生教育发展中心公布的全国第四次学科评估成绩，武汉大学法学学科被评为A类学科，位居全国并列第三。

## 知名人物
- 王世杰
- 周鲠生
- 韩德培
- 马克昌：1979年与韩德培教授共同重建武汉大学法律系；1983年出任武汉大学法律系主任；1986年出任重建后的武汉大学法学院首任院长；曾作为辩护人参加了对“四人帮”的审判。[3][7]
- 马俊驹
- 余劲松
- 曾令良
- 梅汝璈：曾作为法官出席东京军事法庭，控诉了日本的战争罪行。[3]
- 万鄂湘：武汉大学法学院国际法专业博士；曾任国际法系副主任，国际法研究所所长，最高人民法院副院长。现任全国人大常委会副委员长、民革中央主席[12]。
- 熊选国：法学院刑法专业博士；曾任最高人民法院副院长。现任中共新疆自治区党委常委、区政法委书记。
- 陶凯元：法学院国际法专业博士；现任最高人民法院副院长。
- 黄进：中国政法大学校长。武汉大学法学院法学博士，师从资深教授韩德培。
- 付子堂，西南政法大学校长，武大法理学博士后，师从资深教授李龙。
- 贾宇，西北政法大学校长，武大刑法博士，师从资深教授马克昌。
- 肖永平，武汉大学法学院院长，武大国际法博士，师从资深教授韩德培。
- 许前飞，江苏省高级人民法院院长。[13]
- 卡里姆·马西莫夫（Karim Qajymqanuly Massimov，哈萨克语：Кәрім Қажымқанұлы Мәсімов，俄语：Карим Кажимканович Масимов)，现任哈萨克斯坦政府总理。
- 张军，现任最高人民法院院长，首席大法官。

## 历任院长
- 冯果

## 事件
- 2012年4月，武汉大学法学院的一名副教授殴打了该院的另一名教授，据称其打人原因是未能评上教授职称，而受害者是评审委员会成员之一。[14]
- 2013年，方舟子质疑该院院长肖永平涉嫌论文抄袭，武大方面已着手调查，当事人未予置评。[15]